# Große Viehweide
Koordinaten: 49° 50′ 4″ N, 8° 22′ 4″ O
Das Naturschutzgebiet Große Viehweide liegt im Landkreis Mainz-Bingen in Rheinland-Pfalz. Das etwa 18,5 Hektar große Gebiet, das im Jahr 1983 unter Naturschutz gestellt wurde, erstreckt sich östlich der Ortsgemeinde Dienheim unweit des östlich fließenden Rheins. Unweit westlich verläuft die Bundesstraße 9.